# Васкес, Элиас
Элиас Энос Васкес Прера (исп. Elías Enoc Vásquez Prera, род. 18 июня 1992, Гватемала, Гватемала) — гватемальский футболист, защитник. В настоящее время выступает за венесуэльский клуб «Депортиво Ансоатеги».

## Карьера
Элиас начал свою профессиональную карьеру в клубе Комуникасьонес. Свой первый гол за команду забил в июле 2012 в матче против Депортиво Маркенсе.
В 2011 году Васкес был капитаном молодёжной сборной Гватемалы на чемпионате мира в Колумбии. В основной сборной дебютировал в матче против Ямайки на Золотом кубке КОНКАКАФ 2011.